# مرد مرد (ترانه)
مَرد مُرد (به انگلیسی: Man Down) نام ترانه‌ای استودیویی اثر ریانا است. این ترانه در آلبوم بلند قرار داشت.